# Habrotrocha calosa
Habrotrocha calosa är en hjuldjursart som beskrevs av Wulfert 1942. Habrotrocha calosa ingår i släktet Habrotrocha och familjen Habrotrochidae. Inga underarter finns listade i Catalogue of Life.